# خالد الفراج
خالد الفراج (11 يوليو 1972  -)، ممثل كوميديا سعودي. بدأت شهرته في تقديم برنامج ساخر خلال موقع يوتيوب، ثم اتجه للتمثيل.

## عن حياته
حاصل على شهادة دبلوم إدارة أعمال، شقيقه هو المذيع الرياضي وليد الفراج. بدأت شهرته في قناة اليوتيوب «صاحي» بعام 2012، حيث قدم برنامج تحت اسم «نص الجبهة»، الذي ينتقد خلاله ما يعرض في شاشات التلفاز بشكل ساخر، وقدم منه عدة مواسم لاقت نجاح ومتابعة كبيرة.

### دخوله التمثيل
بعد نجاحه في موقع اليوتيوب اتجه للتمثيل التلفزيوني بمشاركته بالجزء الرابع من البرنامج الكوميدي «واي فاي»، ونال البطولة خلال مسلسل «حالتنا حالة» الذي عرض بموسمين في شهر رمضان لعامي 2018 / 2019، توالت الأعمال التمثيلية بعد ذلك.

## أعماله

### من أعمال التلفزيون
| سنة الإنتاج | اسم المسلسل                          | الشخصية    |
| ----------- | ------------------------------------ | ---------- |
| 2016        | واي فاي برنامج كوميدي - الجزء الرابع | عدة شخصيات |
| 2018        | حالتنا حالة                          | عدة شخصيات |
| 2019        | حالتنا حالة 2                        | عدة شخصيات |
| 2020        | مخرج 7                               | خاتم       |
| 2020        | مليار ريال                           | سالم       |
| 2021        | ممنوع التجول                         | عدة شخصيات |
| 2021        | ستوديو 21                            | عدة شخصيات |
| 2021        | المشهد الأخير                        | بدر        |
| 2022        | منهو ولدنا                           | يونس       |
| 2022        | مشراق                                |            |
| 2023        | منهو ولدنا 2                         | [ 3 ]      |
| 2023        | ستديو 23                             |            |